# Staffan Lundh
Staffan Lundh, född 14 januari 1963 i Mariestad, är en svensk ishockeytränare och före detta professionell ishockeyforward.
Lundh spelade i Elitserien under nio säsonger med Färjestads BK mellan åren 1984-1993 och var en framgångsrik poängspelare. Han blev svensk mästare med klubben 1986 samt 1988. Staffan Lundh kom till Färjestads BK från moderklubben Mariestads BoIS, där han även spelade efter sejouren i Färjestads BK. När spelarkarriären var över blev han tränare, först för Mariestad BoIS och senare för bl.a. IK Oskarshamn och BIK Karlskoga. Sedan 2022 tränar han Skövde IK i Hockeyettan.